# Saison All Stars de The Voice : La Plus Belle Voix
La saison All Stars de The Voice : La Plus Belle Voix, émission française de télé-crochet musical, est diffusée du 11 septembre 2021 au 23 octobre 2021 sur TF1,. Elle est animée par Nikos Aliagas.

## Coachs et candidats
À l'occasion de l'anniversaire, TF1 annonce que dans cette saison spéciale All Stars, cinq coachs composent le jury, une première dans l'histoire du programme. Les cinq coachs sont Florent Pagny, Jenifer, Mika, Zazie et Patrick Fiori. Une cinquantaine de candidats des précédentes saisons de The Voice et de The Voice Kids viennent refaire les auditions à l'aveugle de l'émission pour tenter de faire partie des 30 candidats qui accèdent à l'étape suivante. Une vingtaine de participants parmi lesquels figurent Luc Arbogast, Frédéric Longbois et Battista Acquaviva échouent lors des auditions à l'aveugle,.

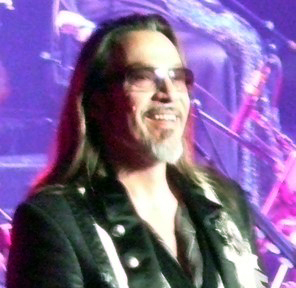
Florent Pagny
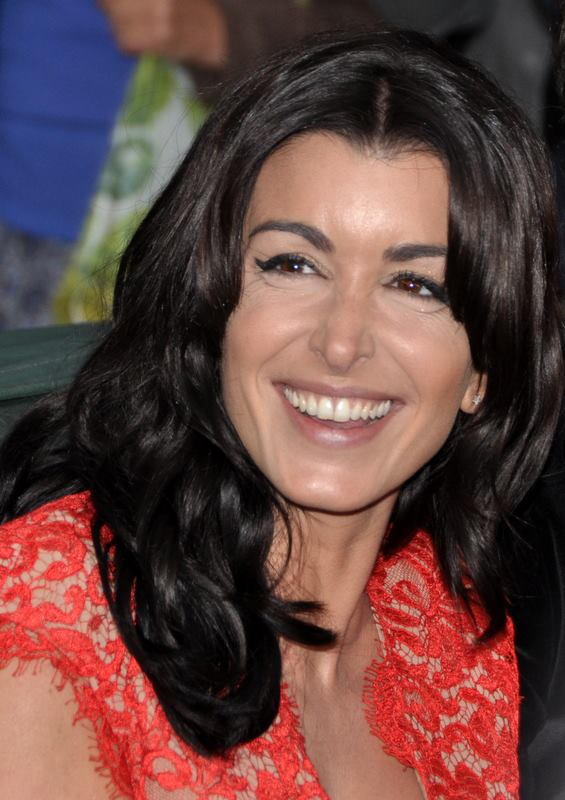
Jenifer
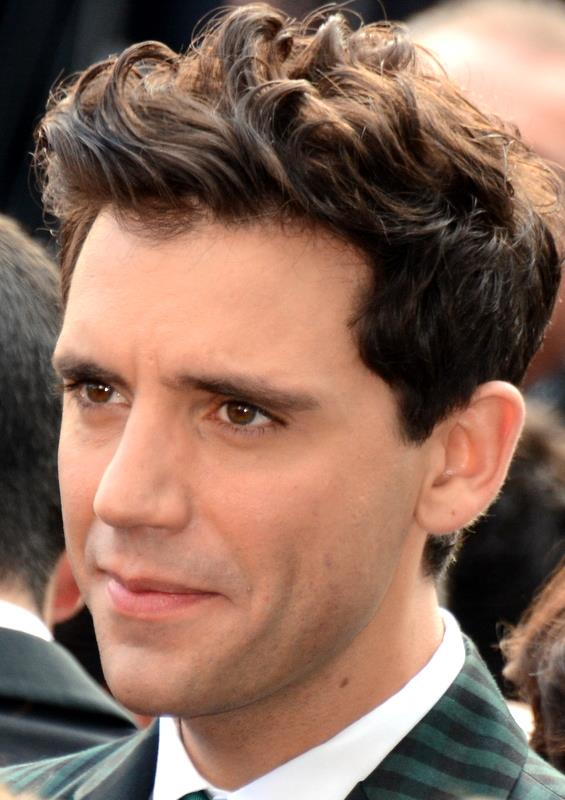
Mika
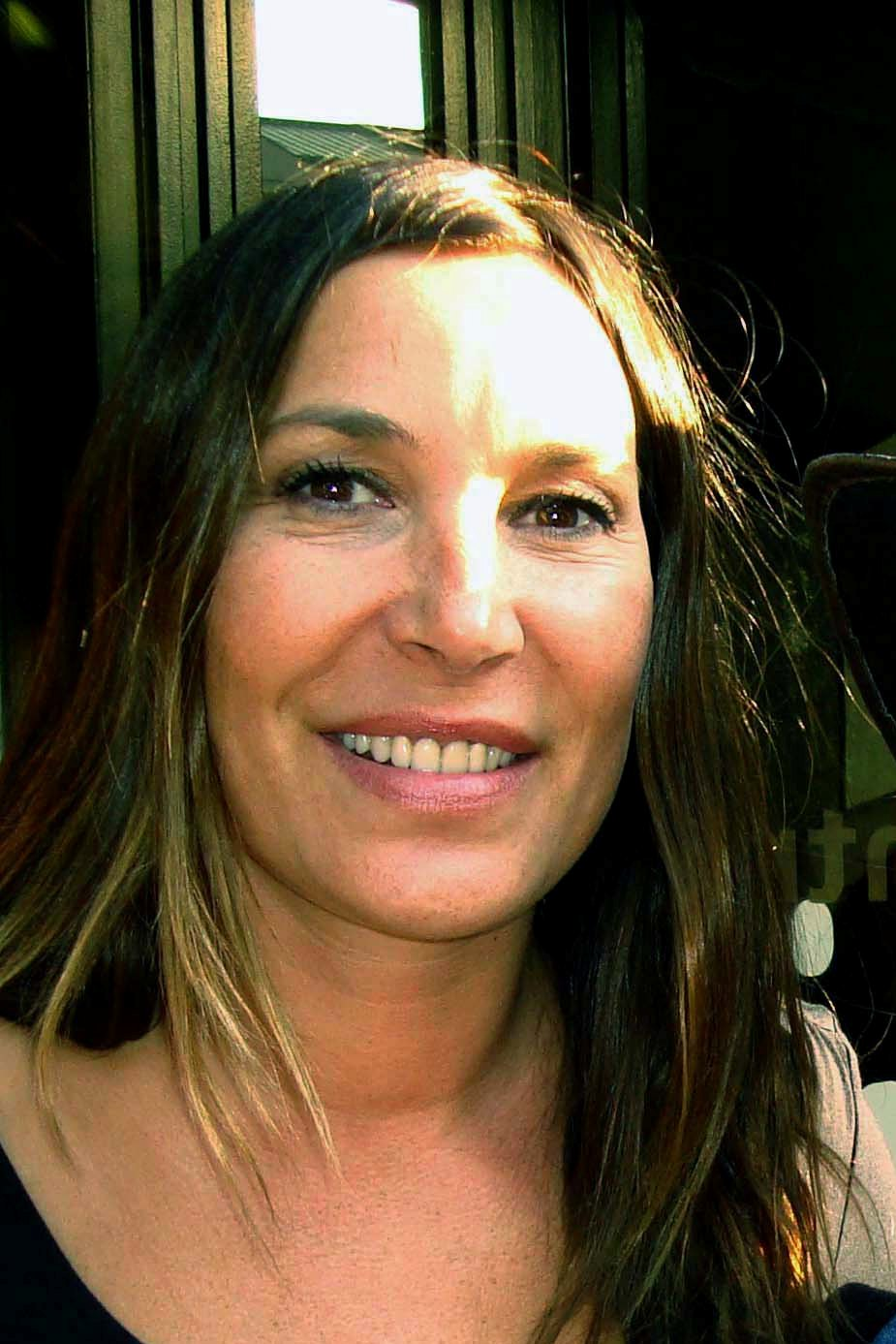
Zazie
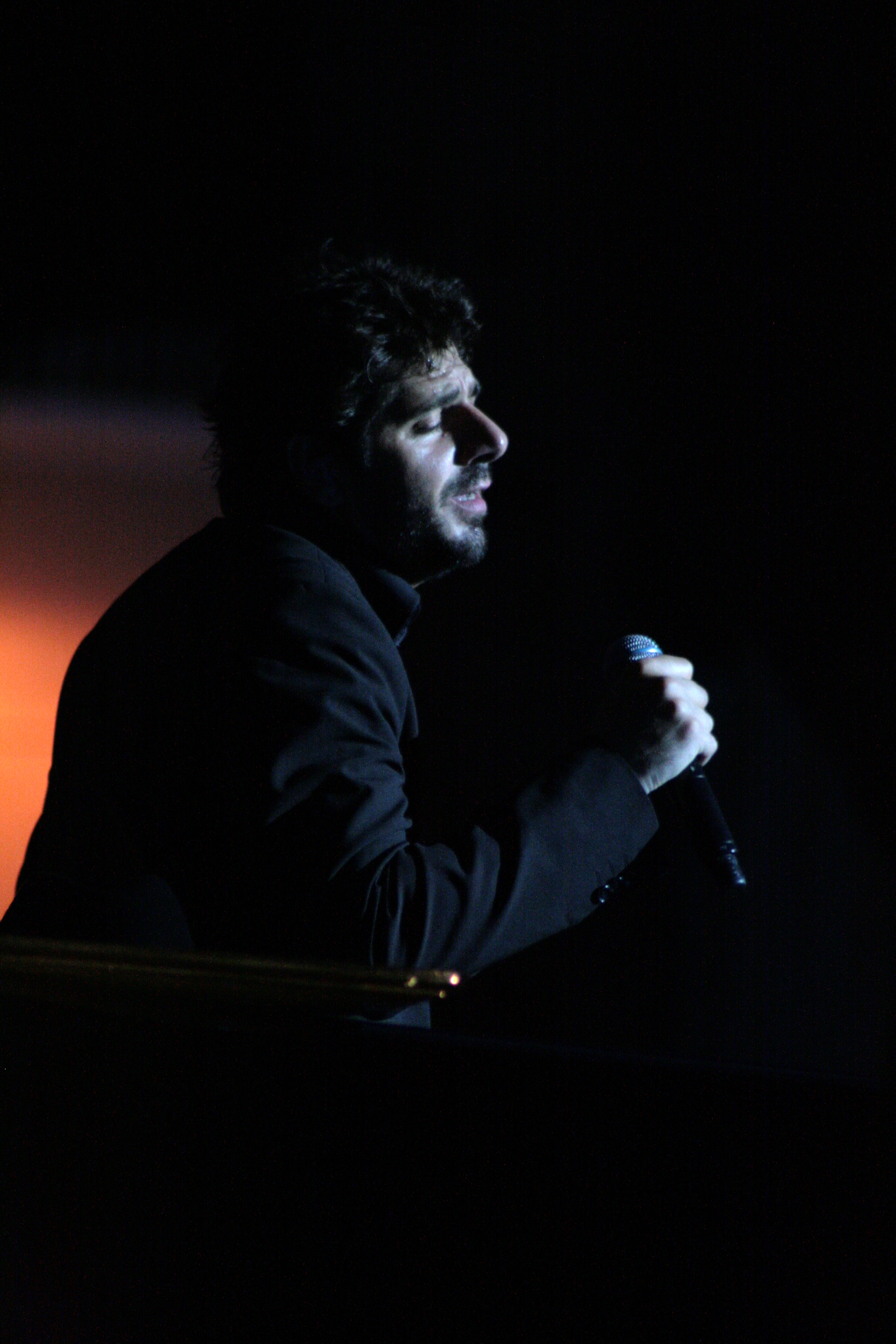
Patrick Fiori

- Vainqueur
- Deuxième
- Troisième
- Quatrième
- Cinquième
- Sixième

| Étapes                     | Florent Pagny      | Jenifer           | Mika           | Zazie          | Patrick Fiori  |
| -------------------------- | ------------------ | ----------------- | -------------- | -------------- | -------------- |
| Finalistes                 | Anne Sila          | Amalya Delepierre | Terence James  | —              | Louis Delort   |
| Finalistes                 | MB14               | —                 | —              | —              | —              |
| Finalistes                 | Manon              | —                 | —              | —              | —              |
| Éliminés en Demi-finale    | Dominique Magloire | —                 | Anthony Touma  | Will Barber    | Antoine Galey  |
| Éliminés en Demi-finale    | —                  | —                 | Victoria Adamo | Demi Mondaine  | Flo Malley     |
| Éliminés en Demi-finale    | —                  | —                 | Paul Ventimila | Gjon's Tears   | —              |
| Éliminés aux Cross battles | Anahy              | Charlie Loiselier | Néo            | Louise Combier | Atef Sedkaoui  |
| Éliminés aux Cross battles | Ana Ka             | Leelou Garms      | Ecco           | Yoann Launay   | Emmy Liyana    |
| Éliminés aux Cross battles | —                  | Ogee              | —              | Olympe         | Cassidy Cruiks |
| Éliminés aux Cross battles | —                  | Antony Trice      | —              | —              | —              |
| Éliminés aux Cross battles | —                  | Al.Hy             | —              | —              | —              |

## Déroulement de la saison

### Auditions à l'aveugle
Le principe est, pour les cinq coachs, de choisir les meilleurs candidats présélectionnés par la production. Lors des présentations de chaque candidat, chaque juré et futur coach est assis dans un fauteuil, dos à la scène et face au public, et écoute la voix du candidat sans le voir (d'où le terme « Auditions à l'aveugle ») : lorsqu'il estime qu'il est en présence d'un candidat qui lui convient, le juré appuie sur un buzzer devant lui, qui fait alors se retourner son fauteuil face au candidat. Cela signifie que le juré, qui découvre enfin physiquement le candidat, est prêt à entraîner et soutenir le candidat et le veut dans son équipe. Si le juré est seul à s'être retourné à la fin de la prestation, alors le candidat candidat va par défaut dans son équipe. Par contre, si plusieurs jurés se retournent, c'est au candidat de choisir quel coach il veut rejoindre.
Certains talents iconiques du programme n'ont pas eu la chance d'être repris aux auditions tels que Battista Acquaviva, Luc Arbogast, Maximilien Philippe, Frédéric Longbois,.
| Florent Pagny      | Jenifer           | Mika                                                  | Zazie          | Patrick Fiori  | Réf.  |
| ------------------ | ----------------- | ----------------------------------------------------- | -------------- | -------------- | ----- |
| Anne Sila          | Amalya Delepierre | Paul Ventimila                                        | Gjon's Tears   | Flo Malley     | [ 6 ] |
| MB14               | Al.Hy             | Victoria Adamo                                        | Demi Mondaine  | Emmy Liyana    | [ 6 ] |
| Manon              | Ogee              | Anthony Touma                                         | Olympe         | Louis Delort   | [ 6 ] |
| Dominique Magloire | Charlie Loiselier | Terence James                                         | Louise Combier | Atef Sedkaoui  | [ 6 ] |
| Ana Ka             | Leelou Garms      | Ecco                                                  | Yoann Launay   | Antoine Galey  | [ 6 ] |
| Anahy              | Antony Trice      | Néo (Xam Hurricane, Michael Bucquet et Mathis Gardel) | Will Barber    | Cassidy Cruiks | [ 6 ] |

### Les Cross Battles
Cette étape se place après les Auditions à l'aveugle, elle remplace exceptionnellement les Battles et les K.O. pour cette saison. Nikos Aliagas désigne un coach qui doit choisir parmi ses talents celui qui se produit sur scène. Ce même coach choisit ensuite un autre coach qui envoie à son tour un membre de son équipe. Chacun des deux talents se produit séparément sur une chanson préparée en amont. Le gagnant est désigné par les 101 membres du public munis d'un boîtier électronique.
D'anciens chanteurs révélés par le programme épaulent les coachs pour entraîner les candidats pour cette étape. Slimane	est le « co-coach » de Florent Pagny, Amir celui de Jenifer, Kendji Girac entraîne l'équipe de Mika, Maëlle celle de Zazie et Camille Lellouche pour l'équipe de Patrick Fiori.

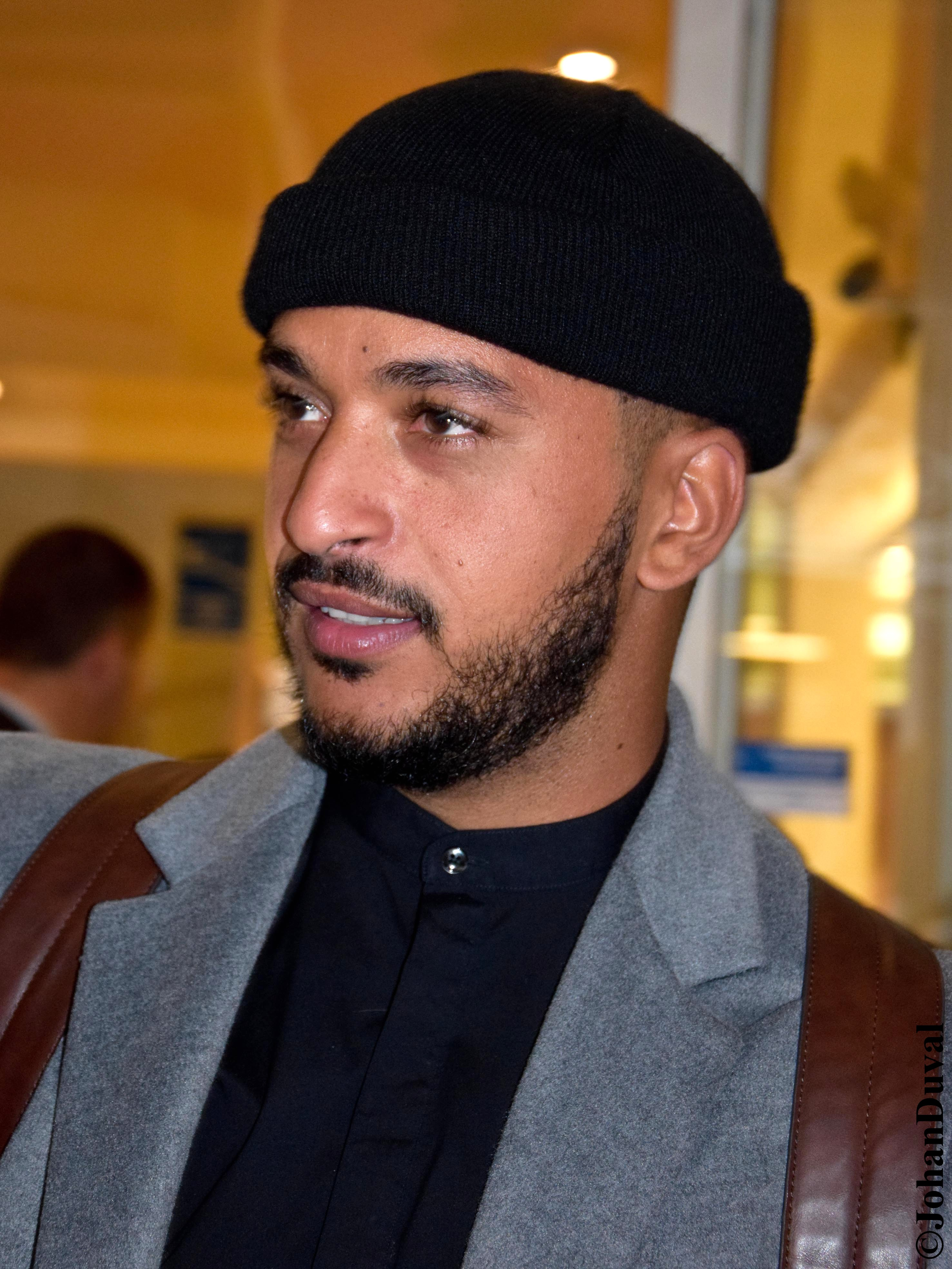
Slimane, co-coach de Florent Pagny
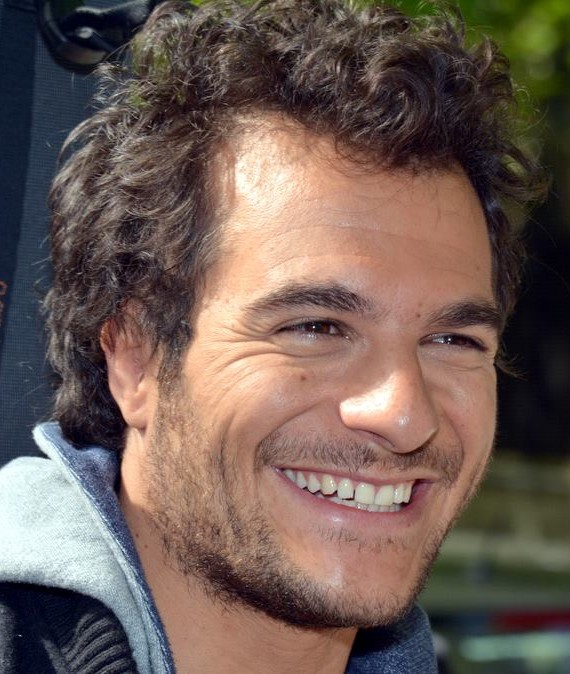
Amir, co-coach de Jenifer
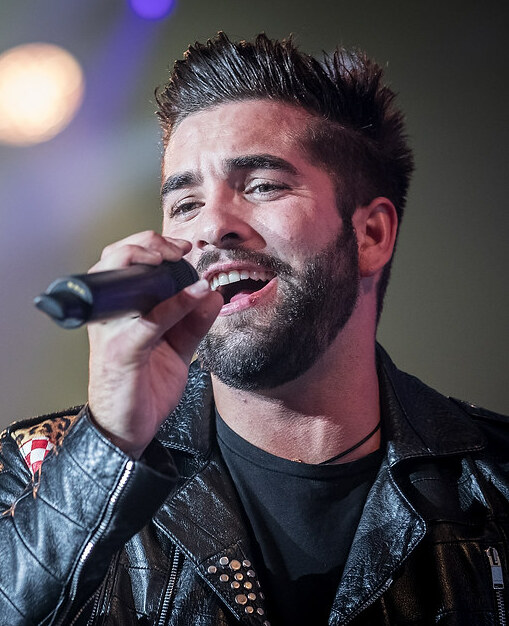
Kendji Girac, co-coach de Mika
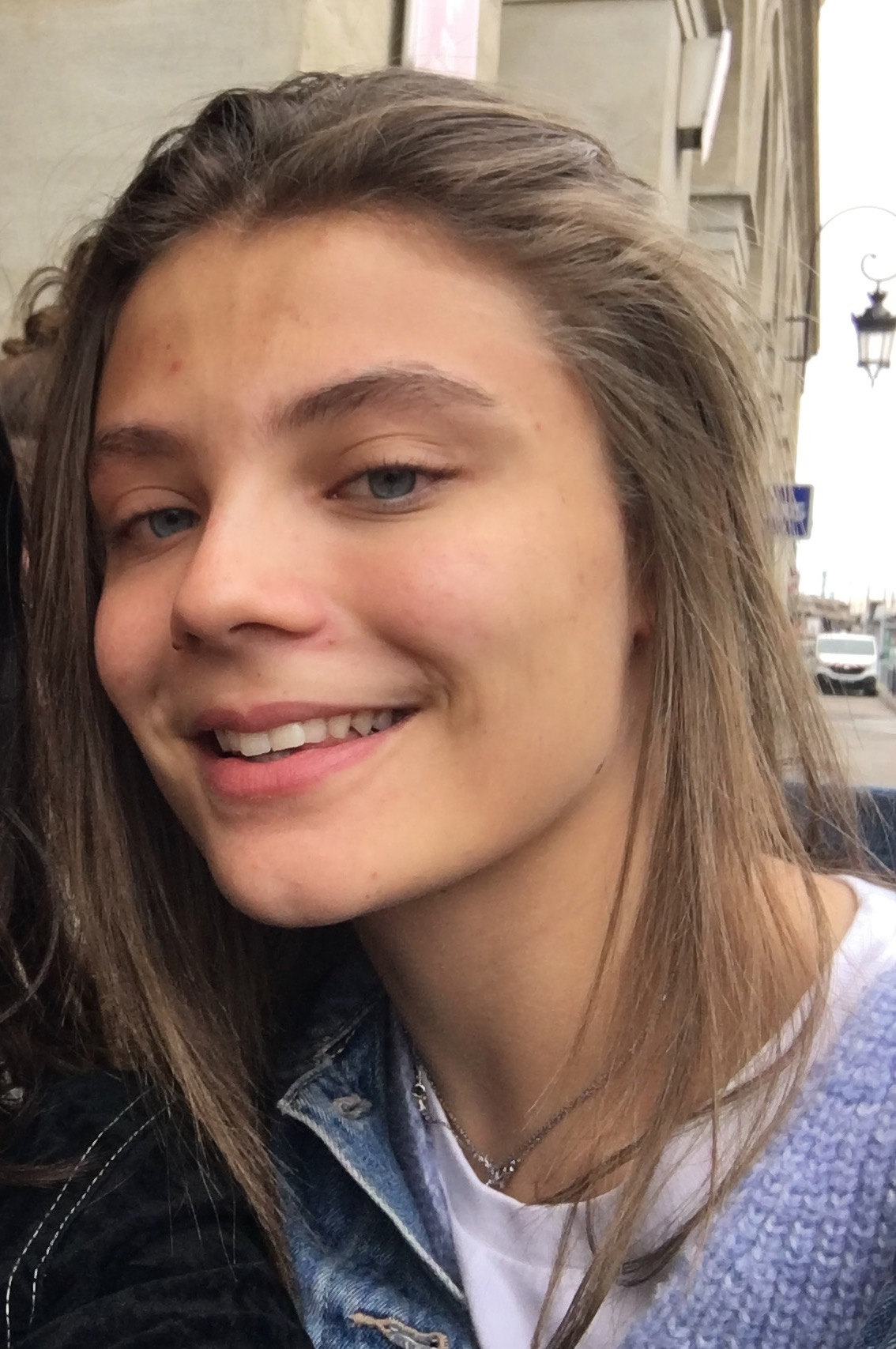
Maëlle, co-coach de Zazie
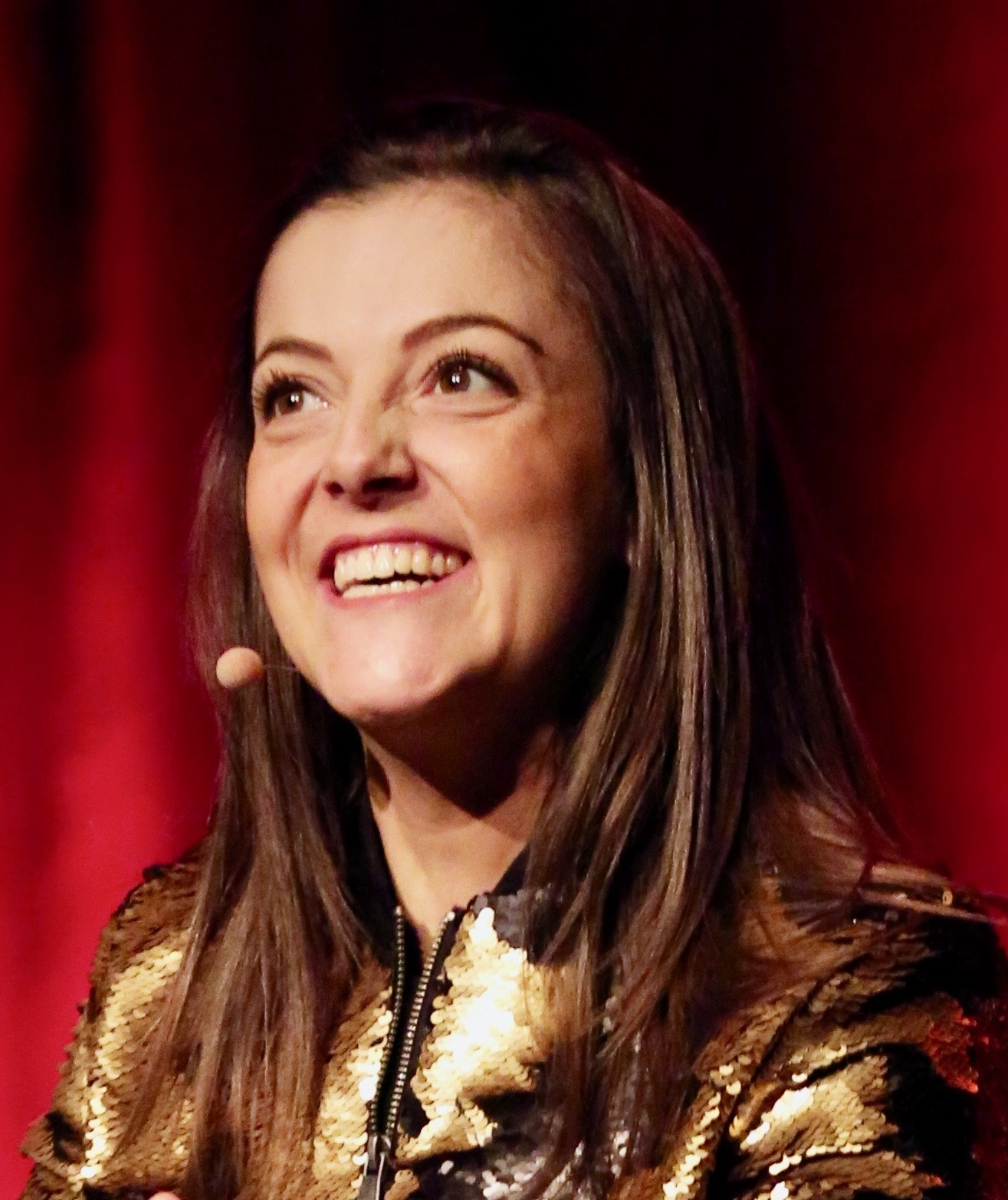
Camille Lellouche, co-coach de Patrick Fiori

Légende
| Ordre | Challenger    | Challenger                                      | Challenger        | Challenger | Challengé | Challengé        | Challengé                   | Challengé     |
| Ordre | Coach         | Chanson                                         | Candidat          | Candidat   | Chanson   | Coach            |                             |               |
| ----- | ------------- | ----------------------------------------------- | ----------------- | ---------- | --------- | ---------------- | --------------------------- | ------------- |
| 1     | Amel Bent     | David Bowie - Life on Mars?                     | Wahil Laghrari    | 37,5 %     | 62,5 %    | Jim Bauer        | Christophe - Aline          | Marc Lavoine  |
| 2     | Florent Pagny | Serge Lama - Je suis malade                     | Giada Capraro     | 59,4 %     | 40,6 %    | Paul'O           | Francis Cabrel - La Corrida | Vianney       |
| 3     | Marc Lavoine  | Diam's - La Boulette                            | Tarik             | 33 %       | 67 %      | The Vivi         | Heuss l'Enfoiré - Khapta    | Vianney       |
| 4     | Vianney       | Claude François - Magnolias for Ever            | Angelo Mougin     | 30,3 %     | 69,7 %    | Arthur Chaminade | Calogero - Prendre racine   | Marc Lavoine  |
| 5     | Amel Bent     | Beyoncé - Halo                                  | Cyprien Zeni      | 73 %       | 27 %      | Louise Mambell   | Tom Odell - Another Love    | Marc Lavoine  |
| 6     | Florent Pagny | Gwen Stefani - What You Waiting For?            | Marie Pichoustre  | 45 %       | 55 %      | Niki Black       | Lady Gaga - Bad Romance     | Amel Bent     |
| 7     | Florent Pagny | Daniel Balavoine - SOS d'un terrien en détresse | Edgar Claudel     | 31,7 %     | 68,3 %    | Mentissa Aziza   | Sia - Chandelier            | Vianney       |
| 8     | Amel Bent     | Ike and Tina Turner - River Deep, Mountain High | Anik Saint-Pierre | 20,2 %     | 79,8 %    | Marghe Davico    | Dua Lipa - Don't Start Now  | Florent Pagny |

#### Bilan des Cross Battles
| Florent Pagny      | Jenifer           | Mika           | Zazie         | Patrick Fiori | Réf.  |
| ------------------ | ----------------- | -------------- | ------------- | ------------- | ----- |
| Anne Sila          | Amalya Delepierre | Terence James  | Demi Mondaine | Flo Malley    | [ 8 ] |
| Dominique Magloire | —                 | Paul Ventimila | Will Barber   | Louis Delort  | [ 8 ] |
| Manon              | —                 | Victoria Adamo | Gjon's Tears  | Antoine Galey | [ 8 ] |
| MB14               | —                 | Anthony Touma  | —             | —             | [ 8 ] |

### Les primes

#### La demi-finale
Pour départager les quinze talents restants, un huissier de justice répartit les candidats au hasard dans cinq poules composées chacune de trois talents. Chaque poule est soumis au vote des téléspectateurs qui qualifie un talent sur chaque poule. Les dix talents non qualifiés pendant la phase de poule sont de nouveau soumis au vote des téléspectateurs qui permet à un dernier candidat de se qualifier pour la finale.
Six talents sont qualifiés pour la finale dont les trois talents de Florent Pagny, MB14, Anne Sila et Manon, Amalya de l'équipe de Jenifer, Terence James de l'équipe de Mika et le talent de Patrick Fiori, Louis Delort, sauvé lors du deuxième tour de vote,.

#### La finale
Dernière étape de l'émission, celle-ci est majoritairement enregistrée la veille en raison de l'indisponibilité de Mika le jour de diffusion de la finale. Les finalistes chantent en duo avec les artistes invités Ed Sheeran, Nolwenn Leroy, Clara Luciani, Garou, Soprano et Amel Bent,.
| Classement | Coach         | Candidat          | Résultat du public | Réf.   |
| ---------- | ------------- | ----------------- | ------------------ | ------ |
| 1re        | Florent Pagny | Anne Sila         | 37,5 %             | [ 15 ] |
| 2e         | Patrick Fiori | Louis Delort      | 20,8 %             | [ 15 ] |
| 3e         | Florent Pagny | MB14              | 20,6 %             | [ 15 ] |
| 4e         | Mika          | Terence James     | 8,3 %              | [ 15 ] |
| 5e         | Jenifer       | Amalya Delepierre | 7,8 %              | [ 15 ] |
| 6e         | Florent Pagny | Manon             | 5 %                | [ 15 ] |

## Audiences

### The Voice:All Stars
| Type                  | Jour de diffusion | Audience moyenne          | Audience moyenne | Audience moyenne | Classement des audiences | Réf.   |
| Type                  | Jour de diffusion | Nombre de téléspectateurs | Part de marché   | Part de marché   | Classement des audiences | Réf.   |
| Type                  | Jour de diffusion | Nombre de téléspectateurs | (4 ans et plus)  | (FRDA-50)        | Classement des audiences | Réf.   |
| --------------------- | ----------------- | ------------------------- | ---------------- | ---------------- | ------------------------ | ------ |
| Auditions à l'aveugle | 11 septembre 2021 | 4 616 000                 | 27 %             | 36,7 %           | 1er                      | [ 16 ] |
| Auditions à l'aveugle | 18 septembre 2021 | 4 316 000                 | 25,8 %           | 37,8 %           | 1er                      | [ 17 ] |
| Auditions à l'aveugle | 25 septembre 2021 | 3 758 000                 | 22,9 %           | 31,7 %           | 2e                       | [ 18 ] |
| Cross Battles         | 2 octobre 2021    | 3 744 000                 | 21,7 %           | 29,9 %           | 2e                       | [ 19 ] |
| Cross Battles         | 9 octobre 2021    | 3 204 000                 | 19,1 %           | 28,6 %           | 2e                       | [ 20 ] |
| Primes                | 16 octobre 2021   | 3 338 000                 | 18 %             | 23,1 %           | 2e                       | [ 21 ] |
| Primes                | 23 octobre 2021   | 3 748 000                 | 20,7 %           | 29,5 %           | 1er                      | [ 22 ] |

Légende :
- Plus hauts chiffres d'audience
- Plus bas chiffres d'audience

| Légende : All Stars |